# آپر کلاپتون
longitudeآپر کلاپتونlatitudeآپر کلاپتون
آپر کلاپتون (به انگلیسی: Upper Clapton) یک ناحیه در لندن است که در منطقه هکنی لندن واقع شده‌است.